# Ясін Сюлюн
Ясін Сюлюн (тур. Yasin Sülün, нар. 17 грудня 1977, Стамбул) — турецький футболіст, що грав на позиції півзахисника, зокрема за «Бешикташ» та молодіжну збірну Туреччини. По завершенні ігрової кар'єри — тренер.

## Клубна кар'єра
Народився 17 грудня 1977 року в Стамбулі. Вихованець футбольної школи «Бешикташа». Дорослу футбольну кар'єру розпочав 1998 року в основній команді того ж клубу, в якій провів шість сезонів, взявши участь у 128 матчах чемпіонату.  Більшість часу, проведеного у складі «Бешикташа», був основним гравцем команди і здобував за цей час титули чемпіона Туреччини і володаря Суперкубка Туреччини. 
Згодом з 2004 по 2009 рік грав за «Діярбакирспор», «Бурсаспор», «Алтай», «Касимпашу», «Коджаеліспор» та «Адана Демірспор». Завершував ігрову кар'єру у «Сариєр», за яку виступав протягом 2009—2010 років.

## Виступи за збірну
Протягом 1998–2000 років залучався до складу молодіжної збірної Туреччини. На молодіжному рівні зіграв у 10 офіційних матчах. Був учасником молодіжного Євро-2000.

## Кар'єра тренера
Завершивши ігрову кар'єру, залишився у структурі «Бешикташа», де протягом першої половини 2010-х років працював у тренерських штабах юнацьких команд клубу.
Згодом у 2015–2019 роках тренував молодіжну команду рідного клубу.

## Титули і досягнення
- Чемпіон Туреччини (1):

«Бешикташ»: 2002-2003
- Володар Суперкубка Туреччини (1):

«Бешикташ»: 1998